# Péri
Péri (Salvador, 14 de setembro de 1965), pseudônimo artístico de Periandro Cordeiro Nogueira, é um cantor, compositor, violonista e produtor musical brasileiro.
Tem composições gravadas por Vânia Abreu, Gal Costa, Jussara Silveira, Ceumar, Eliana Printes, Margareth Menezes, Vanderlei Carvalho, Carlos Navas, Zé Guilherme, Banda Pau d'Água, Banda Zorra, Sylvia Patricia e Marcela Bellas.
É conhecido também por ser o intérprete de vários jingles políticos compostos pelo publicitário Duda Mendonça, dentre eles "É só você querer", da campanha vitoriosa de Luiz Inácio Lula da Silva de 2002, "Ele tá aí de novo", da campanha do ex-governador Eduardo Campos em sua tentativa vitoriosa á reeleição do governo estadual, que é uma adaptação do jingle "Arraes taí", de 1998 de Miguel Arraes também interpretado por Péri, e de diversos outros jingles políticos de diversos candidatos, tais como o ex- governador do Tocantins Siqueira Campos, do ex-senador carioca Lindbergh Farias e do ex-governador e senador da Paraíba Cássio Cunha Lima em 2010.
Destaque do Troféu Caymmi nas edições de 1986 e 1990, quando ganhou prêmios de Melhor Compositor, Melhor Intérprete, Melhor Produção, Melhor Show, Melhor Iluminação e Melhor Banda.

## Discografia
- 1997 - A Cama e a TV[1]
- 2000 - Morda Minha Língua[1]
- 2003 - Ladainha[1]
- 2005 - Samba Passarinho
- 2007 - Segundo Tempo
- 2008 - Meu amor maior do mundo (privado)
- 2009 - Vibe
- 2012 - 2012
- 2016 - O Eterno Retorno
- 2019 - O Bem do Mar
- 2022 - Eu e o Tempo
- 2023 - Canções Flutuantes Vol 1
- 2023 - Canções Flutuantes Vol 2
- 2024 - Canções Flutuantes Vol 3